# Johan Borgstam
Johan Stefano Borgstam, född 4 mars 1965, är en svensk diplomat.
Johan Borgstam har avlagt masterexamen på internationella ekonomlinjen med fransk inriktning vid Uppsala universitet och har tagit en magisterexamen i nationalekonomi vid College of Europe i Brygge. Han antogs till Regeringskansliets aspirantutbildning 1995 och efter en tid på Näringsdepartementet antogs han till Utrikesdepartementets (UD) handläggarutbildning 1996. Han har på UD bland annat tjänstgjort vid enheten för internationell handelspolitik, Sveriges ständiga representation i Genève, ambassaden i Kuala Lumpur och UD:s enhet för Asien och Oceanien. Borgstam var samordnare åt biståndsminister Carin Jämtin januari 2005 till september 2006 och åt biståndsminister Gunilla Carlsson oktober 2006 till december 2008. I december 2008 utnämndes han till ambassadör i Kinshasa. I januari 2011 tillträdde han sedan tjänsten som utrikesråd för internationellt utvecklingssamarbete på UD. Borgstam var ambassadör i Nairobi från december 2012, till augusti 2017 och då även sidoackrediterad i Moroni och Victoria. Under denna tid var han också Sveriges ständiga representant till UNEP samt UN-habitat. I maj 2017 utsågs Borgstam av Federica Mogherini, EU:s höga representant för utrikes frågor och säkerhetspolitik, till ambassadör och chef för EU-delegationen i Addis Abeba i Etiopien.  Borgstam tillträdde tjänsten som EU-ambassadör i september 2017. Den 22 juli 2021 utsåg regeringen honom till Sverige ambassadör i Aten och han tillträdde den 1 september.  Innan Borgstam anställdes i Regeringskansliet arbetade han bland annat på Näringslivets EU-fakta som informatör och på Finanstidningen som reporter. Den 26 juli 2024 utsågs Johan Borgstam till särskild representant för Europeiska unionen (EU) för området kring de stora sjöarna..